# Ademar lo Negre
Ademar lo Negre (fl. 1210-1219) è stato un trovatore linguadociano, vissuto tra il dodicesimo e il tredicesimo secolo.

## Biografia
Era originario di Château-Vieux (Castelveill), località che era sotto la giurisdizione dei visconti Trencavel di Albi, primi obiettivi della crociata albigese. Da quanto viene raccontato nella sua vida, fu sotto la protezione di grandi signori, tra i quali Pietro II d'Aragona e Raimondo VI di Tolosa. Per un certo periodo fu anche presso la corte di Ferdinando III di Castiglia.

## Opera
Della sua opera poetica si conoscono quattro canzoni, più una frammento, una delle quali indirizzata a un infante di Castiglia. Ademar è probabilmente coautore insieme a Raimon de Miraval della tenzone Miraval, tenzon gra[zi]da.

### Componimenti

#### Cansos
- Era⋅m don Dieus que repaire[5]
- Era⋅m vai mieills qe non sol
- De solaz e de chanzos
- Ja d'ogan pel temps florit
- Si faz bona canson (Frammentaria)

Nel manoscritto T gli viene attribuita inoltre la canzone di crociata Totz hom qui ben comensa e be fenis di Guillem Figueira.